# Angola tại Thế vận hội
Angola đã tham dự 9 kỳ Thế vận hội Mùa hè. Đoàn thể thao Angola chưa từng có vận động viên (VĐV) thi đấu tại Thế vận hội Mùa đông và cũng chưa giành được tấm huy chương Olympic nào.